# Павлов Ігор Васильович
І́гор Васи́льович Па́влов (21 грудня 1934, Донецьк (Сталіно) — 24 листопада 2010, Київ) — інженер і промисловий діяч СРСР і (з 1991) України, кандидат технічних наук (1977), академік Інженерної академії України [Архівовано 27 січня 2013 у Wayback Machine.] (1995), професор (2000), головний технолог (1971–2001), заступник Генерального конструктора по технологічності Авіаційного науково-технічного комплексу імені Олега Антонова (2001 — листопад 2010). Почесний авіабудівник (1984), Заслужений машинобудівник України (1994).

## Біографія
Народився 21 грудня 1934 в м. Донецьк, УРСР.

### Освіта
- Харківський авіаційний інститут (1958), інженер-механік літакобудування
- Економічний факультет Київського народного університету технічного прогресу [Архівовано 1 червня 2009 у Wayback Machine.] (1968)
- Університет Марксизму-Ленінізму Київського МК КПУ, відділення керівних робітників промислових підприємств партійно-господарського активу (1975)
- Харківський авіаційний інститут, науковий ступінь кандидата технічних наук (1977)
- Харківський авіаційний інститут, наукове звання доцента кафедри технології літакобудування (1990)
- Інженерна академія України [Архівовано 27 січня 2013 у Wayback Machine.], дійсний член (академік) (1995)
- Національний аерокосмічний університет ім. М. Є. Жуковського «Харківський авіаційний інститут», наукове звання професора кафедри технології виробництва літальних апаратів (2000)

### Трудова діяльність
З квітня 1958 розпочав роботу в київському ДКБ О. К. Антонова, де пропрацював до останнього дня свого життя, виконуючи такі обов'язки:
- с 01.04.1958 — інженер дослідного конструкторського бюро,
- с 21.07.1959 — старший технолог цеху остаточного складання,
- с 24.01.1961 — начальник технологічного бюро цеху остаточного складання,
- с 12.05.1961 — інженер-технолог цеху остаточного складання,
- с 17.10.1962 — начальник бюро по літаку Ан-22, виріб «100»,
- с 23.08.1963 — заступник начальника цеху остаточного складання,
- с 26.01.1968 — ведучий конструктор відділу Головного технолога,
- с 10.09.1970 — заступник Головного технолога по дослідному виробництву,
- с 21.04.1971 — Головний технолог,
- с 19.04.2001 — заступник Генерального конструктора АНТК імені О. К. Антонова[1],
- 24.11.2010 — робота припинена у зв'язку зі смертю (наказ № 4379к от 06.12.2010 г.).

За участю і під керівництвом І. В. Павлова розроблялися технології дослідного виробництва останніх планерів, доведення і серійного виготовлення майже всієї лінійки літаків родини «Ан», створених під керівництвом трьох Генеральних конструкторів КБ Антонов:
- А-11 (1957), Ан-14 «Бджілка» (1958), А-15 (1959), Ан-24 (1959), Ан-24Т (1961), Ан-34 (1961), Ан-2М (1964), Ан-22 «Антей» (1965), Ан-30 (1967), Ан-14М (1968), Ан-26 (1969), Ан-28 (1973), Ан-32 (1976), Ан-72 (1977), Ан-3Т (1980), Ан-124 «Руслан» (1982), Ан-74 (1983) — Генеральный конструктор Антонов Олег Костянтинович;
- Ан-71 (1985), найбільший у світі літак Ан-225 «Мрія» (1988) — Генеральний конструктор Балабуєв Петро Васильович;

серед останніх розробок (після 1991 року):
- Ан-38 (1994), Ан-70 (1994), Ан-140 (1997), Ан-148 (2004) — Генеральний конструктор Балабуєв Петро Васильович;
- Ан-158 (2010) — Генеральний конструктор, глава державного концерну «Антонов» Ківа Дмитро Семенович.

Автор розробок по комплексній автоматизації конструкторсько-технологічної підготовки виробництва на підприємстві, автоматизації технологічних процесів на базі комп'ютерних інформаційних технологій, дослідженню і впровадженню нових конструктивно-технологічних рішень і матеріалів, які підвищують надійність, довговічність, технологічність виробів, що створюються.
Результати наукової і науково-технічної діяльності викладено в 146 наукових працях, в тому числі авторських свідоцтвах — 30, друкованих і депонованих праць — 116, в тому числі наукових статей в журналах і збірниках — 29, науково-технічних звітів — 87.
Є автором великої кількості технологічних інструкцій, галузевих нормативних документів і директивної технологічної документації, які використовуються при виробництві літаків марки Антонов.
Пропрацював в КБ Антонов більше ніж 52 роки, прийшовши на фірму через 6 років після утворення київського ДЛДКБ-473.
За 52 роки трудової діяльності 30 років обіймав посаду Головного технолога підприємства — 13 років при Генеральному конструкторі О. К. Антонові (до квітня 1984) і 17 років при П. В. Балабуєві (з квітня 1984). Майже 10 років — посаду заступника Генерального конструктора по технологічності, — більше 4 років при П. В. Балабуєві (до травня 2005), і понад 5 років при Д.С.Ківє (з травня 2005).
Визнаний фахівець не тільки серед співробітників КБ Антонов, але і серед фахівців і керівників багатьох підприємств Росії, України, Ірану, Китаю та інших держав.
Помер 24 листопада 2010 року в м. Києві. Похований на Берковецькому цвинтарі в Києві.

## Нагороди і відзнаки

### Радянські і російські
- Медаль «За трудову доблесть» (1966)
- Нагрудний значок «Відмінник соціалістичного змагання» Міністерства авіаційної промисловості СРСР (1967, 1969)
- Ювілейна медаль «За доблесну працю[ru]» (1970)
- Пам'ятна медаль «За великий внесок у побудову літаків Ан: А-11, Ан-14, А-15, Ан-24, Ан-24Т, Ан-2М, Ан-22, Ан-14М, Ан-26» від Генерального конструктора О. К. Антонова (1970)
- Бронзова медаль ВДНГ СРСР (1971)
- Нагрудний значок «Відмінник якості» Міністерства авіаційної промисловості СРСР (1973)
- Цінний подарунок (годинник) від міністра авіаційної промисловості СРСР П. Демент'єва «За високі виробничі показники, досягнуті при виконанні завдань по опануванню і виготовленню нової авіаційної техніки», (1973)
- Орден Трудового Червоного Прапора (1975)
- Медаль на честь 60 річниці ВЛКСМ «За велику роботу по комуністичному вихованню молоді» (1978)
- Нагрудний знак «Переможець соціалістичного змагання 1978 року» (1978)
- Бронзова медаль ВДНГ СРСР (1979)
- Нагрудний знак «Переможець соціалістичного змагання 1979 року» (1979)
- Лауреат Державної премії УРСР в галузі науки і техніки (1979)
- Медаль «В пам'ять 1500-річчя Києва» (1982)
- Медаль «Ветеран праці» (1983)
- Медаль «Пам'яті О. К. Антонова» (1984)
- Нагрудний знак «Почесний авіабудівник» (1984)
- Срібна медаль ВДНГ СРСР (1985)
- Диплом «За великий внесок в створення і опанування нової авіаційної техніки — літака Ан-124 „Руслан“» від Генерального конструктора П. В. Балабуєва, (1985)
- Золота медаль ВДНГ СРСР (1986)
- Медаль «Ветеран заводу. За 30-річну працю» від Генерального конструктора П. В. Балабуєва, (1988)
- Медаль академіка А. М. Туполєва «За заслуги в області створення і модернізації авіаційної техніки»[3][4]. (2004)

### Українські
- Почесне звання «Заслужений машинобудівник України» за значний особистий внесок в створення літака Ан-124 від Президента України Кравчука Леоніда Макаровича, (1994)
- Орден «За заслуги III-ступеня» від Президента України Кучми Леоніда Даниловича, (1998)
- Диплом «За значний внесок в розбудову Інженерної академії України [Архівовано 27 січня 2013 у Wayback Machine.]» (2002)
- Подяка за творчу плодотворну працю і значний внесок в створення важкого транспортного літака Ан-124 «Руслан» з приводу 25 річниці першого польоту від Генерального конструктора Ківи Дмитра Семеновича (2007)